# Kabupaten de Pekalongan
Pour l’article homonyme, voir Pekalongan.
Le kabupaten de Pekalongan, en indonésien Kabupaten Pekalongan, est un kabupaten d'Indonésie situé dans la province de Java central. Son chef-lieu est Kajen.

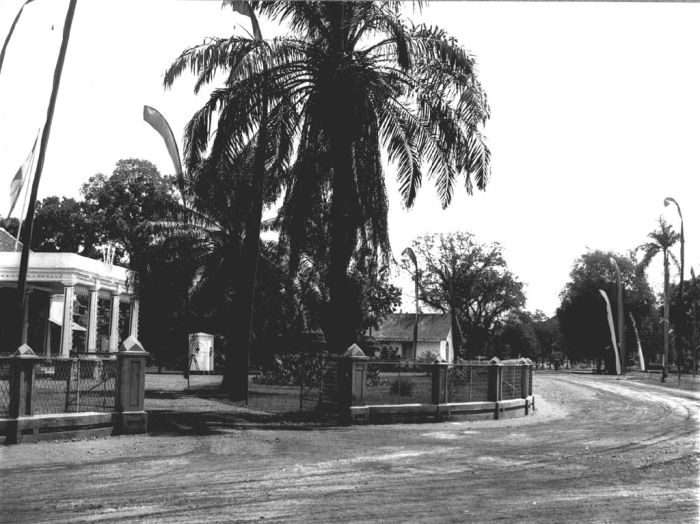
Demeure du resident de Pekalongan en 1923.

Le kabupaten est bordé au nord par la mer de Java, à l'est par le kabupaten de Batang, au sud par celui de Banjarnegara et à l'ouest par celui de Pemalang. Il est connu pour son style de batik, ces principaux centres de production étant les districts de Buaran et Wiradesa.